# 香港新來港婦女
香港新來港婦女指內地婦女透過申請單程證、優秀人才入境計劃、輸入內地人才計劃及非本地畢業生留港╱回港就業安排等來港居住。以下將集中討論透過申請單程證來港定居且居港未滿7年的新來港婦女。在內地來港定居未足7年人士中，新來港婦女所佔比例佔較多比例，主要是因爲大部分新來港婦女的來港與丈夫團聚的單程證持有人。根據2016年香港中期人口調查發現，在該年165956人的內地來港定居未足7年人士中，約4成是25至44歲的女性。而根據2020年保安局局長李家超回覆立法會議員楊岳橋有關單程證的《前往港澳通行證》來港定居的內地居民人數中提到，去年2019年1月至11月數字顯示，有逾3.6萬人持單程證來港，當中25至44歲港人士佔42%有1.5萬人。與10年前相比，25至44歲來港人士減少8000人，跌幅36%。近年來在內地來港定居未足7年的新來港婦女人數減少時，持單程證來港的總人數也相對減少下降。
大部分新來港婦女因家庭團聚的原因來港與港人配偶共同居住，由於內地與香港在文化，經濟，語言和政治環境上有很大的不同。她們在到埗香港後需要一段時間適應，才能了解和融入香港環境中。

## 婚姻狀況
現時輪候單程證須約四年，在這期間不少中港婚姻家庭都長期分隔兩地居住，或是選擇申請雙程證定期來回兩地，促使新來港婦女能香港定期居住照顧家人和子女，但每次往返換證需時約兩個星期時間，對新來港婦女在照顧子女上造成不便。也有不少家庭因爲經濟等考慮因素，選擇在申請期間在内地居住，促使夫婦雙方因長時間分開，缺少時間相處扶持，這造成不少取得單程證來港定居的新來港婦女，在到埗香港後不僅僅需要處理生活上的適應，更需要更多時間和精力磨合與港人丈夫之間的關係。在種種影響下，也容易出現不同的離婚個案，甚至被質疑為假結婚。近年來中港婚姻每年約有17000至21000宗。但根據入境處資料所示，確實「假結婚」的其實每年只有極少數。例如2016年只有98人，2017年也只有85人。而數據亦顯示被確認為「假結婚」的人士數量有持續下降的趨勢。

## 居住狀況
根據2016年人口普查數據可見，新來港人士佔公屋居住的人數甚少且持續下降，由2006年新來港人士佔整體人口5.4%，下降至2016年的2.5%。其中在2006年，較大比例（52.4%）的內地來港定居未足7年人士居於公營租住房屋，其次有37.3%住在私人永久性房屋。在2016年，這些人士較多（57.7%）居於私人永久性房屋，而居於公營租住房屋只佔32.2%。
由於很多內地來港定居未足7年婦女是來港與親屬團聚，並有較大機會與家庭成員同住，約8成（80.5%）的18歲及以上內地來港定居未足7年的女性與配偶及／或子女同住，而男性的相應比例則是約5成（51.9%）。因此在新來港婦女配偶或者親人已經居住在公屋的情況下，她們與家人同住並不會增加公屋輪候名額，即使在申請公屋的情況下，由於在公屋申請中需以家庭作爲申請單位，新來港人士只是在原有的香港家人公屋申請中加名，並不會令輪候隊伍延長。加上公屋輪候有規定，在獲配入住公屋時，至少要有一半名列申請書上的家庭成員，必須在港居住滿七年並仍在香港居住，這個規定令新來港人士在公屋輪候冊上所佔比例也維持在低水平，公屋供應不足的主因並不是來自於新來港人士。

## 就業狀況
由於新來港人士大多為學生及家庭照顧者，因此他們的勞動人口參與率比本地人口低。在在2016年，內地來港定居未足7年人士的勞動人口參與率是54.2%，而全港人口則是58.7%。而值得留意的是新來港未足7年人士的勞動人口參與率主要在15至24歲、25至34歲、35至44歲及45至54歲等的年輕及中年年齡性別組別均較全港人口為低，而男性的比率在各年齡組別亦持續高於女性的。這主要是因爲新來港婦女來港後，作爲香港男士的妻子，需擔任家庭主婦的角色照顧家庭。因此出現新來港人士勞動人口參與率較全港人數低的情況。
這一情況也在2016年的新來港勞動人口增加得到證實。2016年內地來港定居未足7年人士的勞動人口參與率由2006年的45.7%上升至2016年的54.2%。主要是因爲在非從事經濟活動人口中的料理家務者和學生的數目由2006年的70287下跌至2016年的51885，越來越多新來港婦女開始兼職或者全職工作時，新來港人士的整體的勞動人口自然開始回升。

## 福利狀況
截至2017年12月底，領取綜援的新來港人士數目持續下降至16200人，佔綜援個案總數4.8%，證明「新移民佔用了大部份綜緩資源」並非事實。另外，由立法會秘書處資料研究組數據可見，領取綜援的新來港人士數量，隨著法庭在2014年裁決綜援居港年期由7年規定恢復為1年後，只有輕微反彈，期後多年趨勢仍是持續下降的。在2020年3月222691領取綜援個案中，年老佔領取綜援個案數目的60.7%，位居綜援個案類別第一位。同時段，全港領取綜援的單親個案有24030，佔整體的10.8%。在大部分領取綜援的新來港婦女個案中，主要是因爲她們來自於單親家庭，無法兼顧工作和照顧子女，而需領取綜援生活。在健全家庭的新來港婦女個案中，由於丈夫仍夠擔任經濟支柱的角色，因爲即使他們主要從事低收入等基層工作，但也不至於跌入申請綜援的資格，而可以申請其他津貼如在職家庭津貼等。